# Il principe e il pirata (colonna sonora)
Il principe e il pirata è l'omonima colonna sonora di Edoardo Bennato del film di Leonardo Pieraccioni del 2001 Il principe e il pirata, premiata nel 2002 con il Nastro d'argento.

## Elenco tracce
1. Edoardo Bennato – Puramente casuale – 3:29
2. Tema "Il principe e il pirata" – 2:14
3. Every morning – 3:09
4. Edoardo Bennato – La fiera dei buoni sentimenti – 5:35
5. Coconut woman – 4:16
6. Angeli no – 4:01
7. Tema di "Gimondi" – 2:02
8. La fiera dei buoni sentimenti (strumentale) – 1:29
9. Edoardo Bennato – È stata tua la colpa – 5:31
10. Leonardo Pieraccioni – Aspettare – 3:42
11. Ma lumière – 1:43
12. Every morning' (strumentale) – 1:25
13. Nikka Costa – On my own – 3:25

## Riconoscimenti
- 2002 - Nastro d'argento
  - Migliore colonna sonora